# Battlefield (Doctor Who)
Battlefield (Campo de batalla) es el primer serial de la 26ª temporada de la serie británica de ciencia ficción Doctor Who, emitido originalmente en cuatro episodios semanales del 6 al 27 de septiembre de 1989. Fue la última aparición del Brigadier Lethbridge-Stewart en Doctor Who.

## Argumento
Respondiendo a una llamada de socorro, el Séptimo Doctor y Ace materializan la TARDIS cerca del lago Vortigern en Inglaterra. El sonido de explosiones les llevan hasta la Brigadier Bambera, de UNIT, a cargo de un convoy de misiles nucleares. Tras el encuentro, el retirado Brigadier Lethbridge-Stewart recibe la información del regreso del Doctor y le envían un helicóptero a su casa para recogerle. En el hotel Gore Crow, el Doctor y Ace conocen a una joven llamada Shou Yuing, que comparte con Ace su gusto por los explosivos. Mientras tanto, cuando Bambera se detiene a examinar cierta cabina de policía azul en un lado de la carretera, se ve atrapado en un fuego cruzado de dos grupos de caballeros con armadura, que usan tanto espadas como pistolas futuristas...

## Producción
| Episodio          | Fecha de emisión         | Duración | Espectadores en millones | Estado en el archivo  |
| ----------------- | ------------------------ | -------- | ------------------------ | --------------------- |
| Episodio 1        | 6 de septiembre de 1989  | 24:06    | 3,1                      | Cinta original en PAL |
| Episodio 2        | 13 de septiembre de 1989 | 24:07    | 3,9                      | Cinta original en PAL |
| Episodio 3        | 20 de septiembre de 1989 | 24:13    | 3,6                      | Cinta original en PAL |
| Episodio 4        | 27 de septiembre de 1989 | 24:14    | 4,0                      | Cinta original en PAL |
| [ 1 ] [ 2 ] [ 3 ] |                          |          |                          |                       |

Entre los títulos provisionales se incluyen Nightfall (Anochecer) y Storm Over Avallion (Tormenta sobre Avalon). En una versión inicial del guion se incluía la muerte de Lethbridge-Stewart.
El primer director aprobado para dirigir Battlefield fue Graeme Harper, que anteriormente había dirigido The Caves of Androzani (1984) y Revelation of the Daleks (1985). Sin embargo, Harper estaba dedicado a los episodios de la serie Boon, y no pudo regresar a Doctor Who. Aunque sí regresaría para dirigir algunos episodios de la serie moderna a partir de 2006.
Durante la grabación de la secuencia en la que Ace está atrapada en el tanque de agua, el tanque se rompió, provocándole a Sophie Aldred pequeños cortes en las manos y creando una gran amenaza, ya que el agua inundó el suelo del estudio en el que había desperdigados cables encendidos. El momento en el que el tranque se rompió se puede ver en la tercera parte mientras el Doctor y lucha con los controles y levantan a Ace del agua.